# Вклад на покрытие
В операционном анализе (англ. cost-volume-profit analysis) и управленческом учёте вклад на покрытие (англ. contribution margin) характеризует маржинальную прибыль на единицу продаж (англ. marginal profit per unit sale). Показатель полезен при проведении различных расчетов, и может быть использован в качестве меры операционного рычага (англ. operating leverage). Как правило, низкие значения показателя характерны в трудоемких секторах, высокие — в капиталоёмкой промышленности.

## Применение
Маржинальная прибыль применяется в операционном анализе, где он позволяет упростить расчёт чистой прибыли и, особенно, точки безубыточности. Расчёт маржинальной прибыли позволяет менеджеру оценить точку безубыточности и объём продаж, необходимый для получения плановой прибыли, на основе которых затем может быть принято более взвешенное решение о рассширение или сокращении номенклатуры выпускаемой продукции, об установлении цены на продукт или услуги, а также об оптимальной организации системы коммиссионных выплат и бонусов (вознаграждений) на основе результатов работы.
Анализ маржинальной прибыли есть оценка операционного рычага, то есть оценка того, как рост продаж приводит к росту прибыли. Маржинальная прибыль рассчитывается с использованием версии отчёта о прибылях и убытках, подготовленного специально для целей управленческого учета путем группирования издержек в постоянные и переменные затраты.
Вклад на покрытие отличается от валовой прибыли тем, что расчет вклада направлен на отделение переменных затрат (включенных в расчет маржинальной прибыли) от постоянных (не включенных в ее расчет) на основе экономического анализа характера расходов, в то время как валовая прибыль определяется на основе стандартов бухгалтерского учета. Расчёт маржинальной прибыли — отличный инструмент для менеджеров, позволяющий выявить целесообразность сохранения либо ликвидирования определенного направления деятельности компании. Например, производственная линия с положительной маржинальной прибылью должна быть сохранена, даже если она приносит отрицательную общую прибыль, когда маржинальная прибыль компенсирует часть постоянных затрат. Однако от него следует отказаться, если маржинальная прибыль отрицательна, поскольку это будет сопряжено с большими трудностями для компании от каждой единицы производимой продукции.
Анализ маржинальной прибыли также может быть применен при проведении налоговых проверок со стороны налоговых органов путем выявления компаний, имеющих необычайно высокую маржинальную прибыль по сравнению с другими компаниями в той же отрасли.
Маржинальная прибыль также является одним из факторов, позволяющих оценить наличие у компании монопольной власти согласно антимонопольного законодательства, например, при оценке коэффициента Лернера.

## Расчёт
Удельный вклад на покрытие (англ. Unit Contribution Margin) (C) есть удельный доход (англ. Unit Revenue) (Price, P) за вычетом удельных переменных затрат (англ. Unit Variable Cost) (V):
{\displaystyle {\text{C}}={\text{P}}-{\text{V}}}
Коэффициент маржинальной прибыли (англ. Contribution Margin Ratio) рассчитывается как отношение вклада на покрытие к выручке (англ. Total Revenue), также может быть рассчитан как отношение удельного вклада на покрытие к цене единицы продаж:
{\displaystyle {\frac {\text{C}}{\text{P}}}={\frac {{\text{P}}-{\text{V}}}{\text{P}}}={\frac {\text{Unit Contribution Margin}}{\text{Price}}}={\frac {\text{Total Contribution Margin}}{\text{Total Revenue}}}}
Например, если цена продукции равна 10 долларов, а переменные затраты на единицу продукции равны 2 долларам, то маржинальная прибыль на единицу продукции составляет 8 долларов, а коэффициент маржинальной прибыли составляет 8 долл./10 долл. США = 80%.

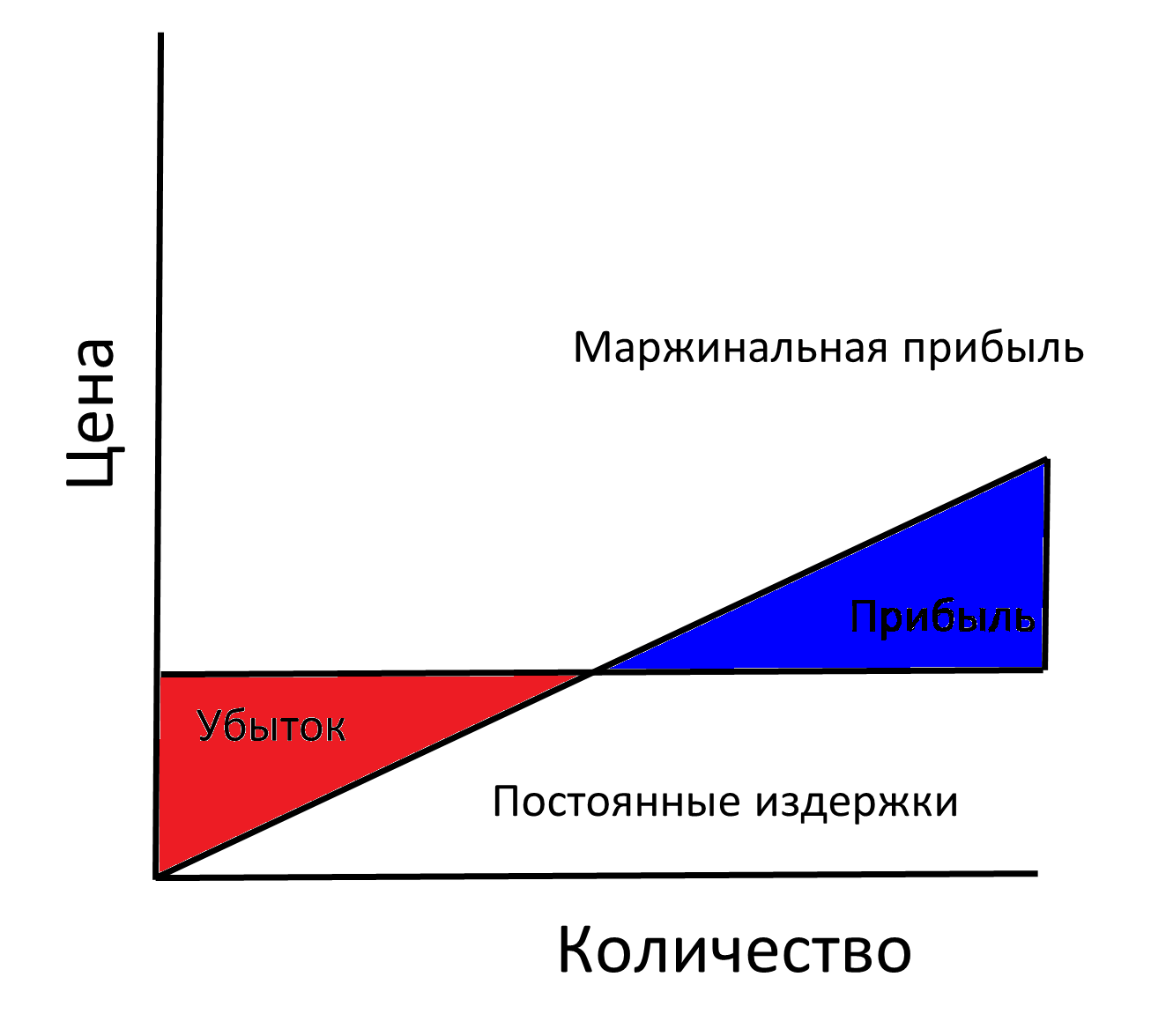
Прибыль/убыток как маржинальная прибыль минус постоянные издержки.

Маржинальную прибыль можно рассматривать как часть продаж, которая покрывает постоянные затраты. Наоборот, удельная маржинальная прибыль — это вклад от продажи каждой единицы продукции в прибыль и является наклоном линии прибыли.
При предположении линейной модели взаимосвязи между прибылью и издержками в операционном анализе, расчёт прибыли или убытков можно сократить следующим образом:
{\displaystyle {\begin{aligned}{\text{PL}}&={\text{TR}}-{\text{TC}}\\&=\left(P\right)\times X-\left({\text{TFC}}+{\text{TVC}}\right)\\&=C\times X-{\text{TFC}}\end{aligned}}}
где TC = TFC + TVC  есть Общие издержки = Общие постоянные затраты + Общие переменные затраты, а X — количество единиц продукции. Таким образом, прибыль равна маржинальной прибыли, умноженной на количество единиц, за вычетом общих постоянных затрат.
Приведенная выше формула выводится следующим образом:
С точки зрения принципа сопоставления расходов и доходов (англ. matching principle), доход от продажи можно разбить на две части: ту часть, покрывающую переменные затраты на единицу продукции, и ту часть, компенсирующую общие постоянные затраты. Разбивка общих затрат тогда имеет вид:
{\displaystyle {\text{TC}}={\text{TFC}}+V\times X}
Вместе с тем, общий доход (TR, от англ. total revenue — общий доход) можно разбить следующим образом:
{\displaystyle {\begin{aligned}{\text{TR}}&=P\times X\\&={\bigl (}\left(P-V\right)+V{\bigr )}\times X\\&=\left(C+V\right)\times X\\&=C\times X+V\times X\end{aligned}}}
Следовательно, общие переменные затраты {\displaystyle {\text{TVC}}=V\times X} сокращаются, а чистая прибыль (или чистый убыток) равна общей маржинальной прибыли (TCM) за вычетом общих постоянных затрат (TFC):
{\displaystyle {\begin{aligned}{\text{PL}}&={\text{TR}}-{\text{TC}}\\&=\left(C+V\right)\times X-\left({\text{TFC}}+V\times X\right)\\&=C\times X-{\text{TFC}}\\&={\text{TCM}}-{\text{TFC}}\end{aligned}}}
Общее соотношение прибыли к сумме реализации можно рассчитать по следующей формуле.
Общее соотношение прибыли к объёму продаж = Общая маржинальная прибыль / Общая реализация * 100

## Пример
| Доходы от реализации | $ 462,452                                                  |
| Минус Переменные затраты |                                                            |
| Себестоимость реализованной продукции Коммиссионнык выплаты Издержки по доставке                                                                  | $ 230,934 $ 58,852 $ 13,984                                |
| Общие переменные расходы | $ 303,770                                                  |
| Маржинальная прибыль (34%) | $ 158,682                                                  |
| Минус Постоянные затраты |                                                            |
| Маркетинговые расходы Амортизационные расходы Страховые взносы Налоги на фонд заработной платы Арендные расходы Коммунальные расходы Оплата труда | $ 1,850 $ 13,250 $ 5,400 $ 8,200 $ 9,600 $ 17,801 $ 40,000 |
| Общие постоянные издержки | $ 96,101                                                   |
| Чистая операционная прибыль | $ 62,581                                                   |

Маржинальная прибыль компании Бета за рассматриваемый год составила 34 процента. Это означает, что на каждый доллар продаж, после вычета прямых издержек, оставалось 34 цента на покрытие косвенных (постоянных) затрат и генерирования прибыли.
Отчёт о прибыли и убытках, подготовленный с группированием расходов на постоянные и переменные для расчета маржинальной прибыли, можно также представить за более чем один период (то есть за определенный промежуток времени), когда есть необходимость анализа динамики развития маржинальной прибыли во времени. Помимо этого, представление отчёта о прибыли и убытках в виде расчёта маржинальной прибыли также возможно осуществить отдельно для каждой продукции или услуги. Ниже приводится пример анализа маржинальной прибыли в разрезе трех основных продуктных линий компании Бета.  
|                                       | Линия A  | Линия B   | Линия C  |
| ------------------------------------- | -------- | --------- | -------- |
| Продажи от реализации продукции       | $120,400 | $202,050  | $140,002 |
| Минус переменные издержки             |          |           |          |
| Себестоимость реализованной продукции | $70,030  | $100,900  | $60,004  |
| Коммиссионные вознаграждения          | $18,802  | $40,050   | $0       |
| Затраты по доставке                   | $ 900    | $ 8,084   | $ 5,000  |
| Общие переменные расходы              | $ 89,732 | $ 149,034 | $ 65,004 |
| Маржинальная прибыль                  | $ 30,668 | $ 53,016  | $ 74,998 |
| в процентах                           | 25%      | 26%       | 54%      |

Из вышеприведенного анализа можно увидеть, что продуктовая линейка C является наиболее прибыльной для компании, даже несмотря на то, что компания получает наибольший доход от реализации линейки B (что также является примером так называемой частичной маржинальной прибыли — отчета о прибылях и убытках, в котором представляются только  переменные затраты). Очевидно, что компании выгоднее сделать упор на продуктовую линейку C из существующей номенклатуры. Кроме того, можно также предположить, что цены на продукты линий А и В установлены слишком низкими. Подобную информацию обычно невозможно получить из стандартной отчетности о прибылях и убытках, составляемой на основе бухгалтерских стандартов.